# Drammens BK
A Drammens BK egy norvég sportegyesület, amelynek van jégkorong és labdarúgó szakosztálya is. A klubot 1909. augusztus 14-én alapították, Drammen városában. A klub színei a kék és a fehér. A labdarúgócsapat legnagyobb sikerét 1930-ban érte el, amikor az elődöntőben a Stavangert 2–0-ra legyőzve bejutottak a kupadöntőbe, ahol végül 4–2-re kikaptak az Ørn Horten ellen. A klub 1937-ben és 1948-ban a norvég első osztályban szerepelt.

## Sikerek
Norvég Kupa
- Döntős (1): 1930

## Fordítás
Ez a szócikk részben vagy egészben  a   Drammens BK című angol Wikipédia-szócikk fordításán alapul.  Az eredeti cikk szerkesztőit annak laptörténete sorolja fel. Ez a jelzés csupán a megfogalmazás eredetét és a szerzői jogokat jelzi, nem szolgál a cikkben szereplő információk forrásmegjelöléseként.

## Külső hivatkozások
- Az egyesület weboldala